# Fusarium chlamydosporum
Fusarium chlamydosporum är en svampart. Fusarium chlamydosporum ingår i släktet Fusarium och familjen Nectriaceae.

## Underarter
Arten delas in i följande underarter:
- fuscum
- chlamydosporum